# Adriana (nombre)
Adriana es un nombre propio de origen griego,"antigua ciudad a orillas del Mar Adriático"   

## Personajes
- Adriana de Suecia (n. 2018), princesa de Suecia y duquesa de Blekinge. Es la tercera hija de la princesa Magdalena de Suecia.

## Variantes
- Femenino: Adrianna, Adrienne, Adria.
- Masculino: Adriano, Adrián.